# Necrotaulius kritus
Necrotaulius kritus is een fossiele soort schietmot uit de familie Necrotauliidae.